# جوزيف بينافيدز
جوزيف رولاندو بينافيديز (بالإنجليزية: Joseph Rolando Benavidez؛ مواليد 31 يوليو 1984) هو مُقاتل فنون قتالية مختلطة أمريكي.

## وصلات خارجية
- جوزيف بينافيدز على موقع يو إف سي (الإنجليزية)
- جوزيف بينافيدز على موقع شيردوغ (الإنجليزية)
- جوزيف بينافيدز على موقع Tapology.com (الإنجليزية)
- جوزيف بينافيدز على موقع IMDb (الإنجليزية)